# Johannes Hübner (Autor)
Johannes Hübner (* 27. September 1921 in Berlin; † 11. März 1977 ebenda) war ein deutscher Schriftsteller und Übersetzer.

## Leben

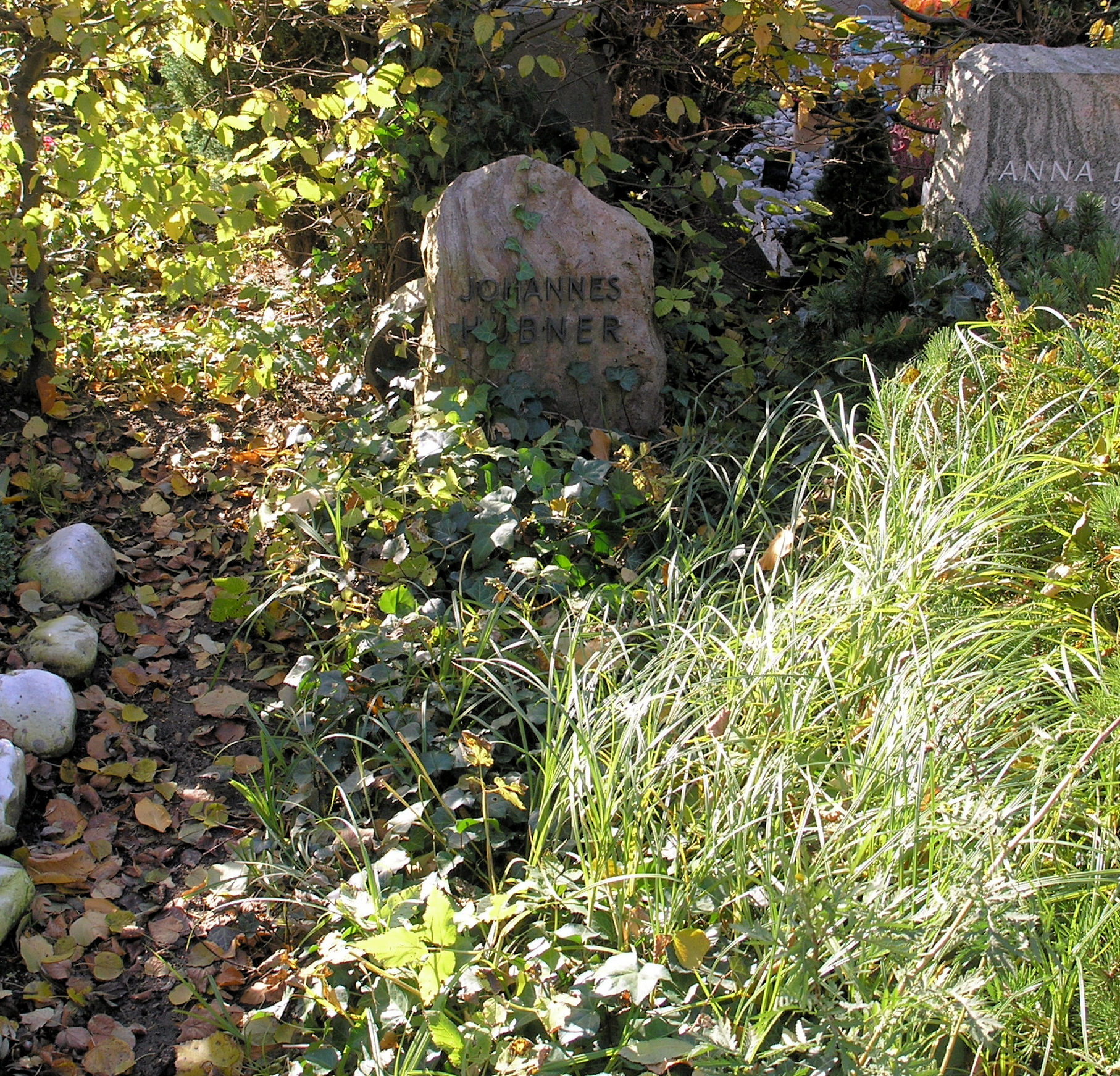
Grabstätte, Stubenrauchstraße 43–45, in Berlin-Friedenau

Johannes Hübner studierte von 1941 bis 1943 Evangelische Theologie an den Universitäten in Berlin und Kiel; nach dem Zweiten Weltkrieg wechselte er zur Germanistik. Von 1949 bis 1950 gehörte er dem Künstlerkabarett Die Badewanne an. Hübner war seit den Fünfzigerjahren mit dem französischen Autor René Char befreundet und veröffentlichte eine Reihe von Gedichtbänden. Seine Lyrik ist stark beeinflusst von den französischen Surrealisten. Hübner war auch, häufig in Zusammenarbeit mit seinem Freund Lothar Klünner, als Übersetzer von französischen Autoren der Moderne und von 1968 bis 1971 als Herausgeber des Jahrbuchs für Dichtung Speichen tätig.
Hübner wurde auf dem Städtischen Friedhof Stubenrauchstraße in Berlin-Friedenau beigesetzt.

## Werke
- Spielraum, Heidelberg 1955
- Fährte und Lichtung, Berlin 1959
- Herren der Gezeiten, Pfullingen 1960
- Stern auf der Schwelle, Berlin 1971
- Die Badewanne, Berlin 1976
- Zwischen den Feuern, Berlin 1976
- Letzte Gedichte, Berlin 1977
- Gedichte, Berlin
  - 1 (1983)
- Vororte der Liebe, Berlin 1999
- Angel und Fuß, Berlin 2002

## Herausgeberschaft
- Christian Hofmann von Hofmannswaldau: Gedichte, Berlin 1962
- Paul Éluard: Choix de poèmes, Neuwied [u. a.] 1963

## Übersetzungen
- Guillaume Apollinaire: Alkohol, Darmstadt [u. a.] 1976 (übersetzt zusammen mit Lothar Klünner)
- Hervé Bazin: Die Familie Rezeau, Berlin
  - 1. Viper im Würgegriff, 1956
  - 2. Das Tischtuch ist zerschnitten, 1956
- Maurice Blanchot: Fragmente um ein Fragment, Berlin 1998
- Maurice Blanchot: Sade, Berlin 1963
- Maurice Blanchot: Der Schlaf, die Nacht & der Traum ohne Träumer, Berlin 2007 (übersetzt zusammen mit Hinrich Weidemann)
- Maurice Blanchot: Warten Vergessen, Frankfurt am Main 1964
- André Breton: L'immaculée conception, München 1974
- René Char: Das bräutliche Antlitz, Frankfurt a. M. 1952 (übersetzt zusammen mit Lothar Klünner)
- René Char: Vertrauen zum Wind, Waldbrunn 1984 (übersetzt zusammen mit Lothar Klünner)
- René Char: Zorn und Geheimnis, Frankfurt am Main 1991 (übersetzt zusammen mit Lothar Klünner)
- Jacques Dupin: Miró, Köln 1961 (übersetzt zusammen mit Lothar Klünner)
- Jean-Paul Sartre: Mallarmé, Berlin-Friedenau 1967